# The Swell Season
The Swell Season è un duo folk originario di Dublino in Irlanda formato dal cantautore irlandese Glen Hansard leader dei The Frames e dalla cantante e pianista ceca Markéta Irglová. Il loro stile è un folk prevalentemente acustico con una certa cura per le melodie vocali.
Il nome del gruppo deriva dal racconto dal titolo omonimo del 1975 dello scrittore Josef Škvorecký. Inizialmente e fino al 2007 il nome del duo era composto dai nome dei due artisti.
Tra il 2005 e il 2009 hanno realizzato due album in studio, l'omonimo del 2006 e Strict Joy del 2009, e la colonna sonora del film Once nel quale hanno interpretato due immigrati e che gli ha valso nel 2008 l'Academy Award per la miglior canzone originale per il brano Falling Slowly tratto dall'album.
Nel 2009 il duo si prende una pausa, e Glen Hansard prosegue per la carriera solista.

## Discografia

### Album
- The Swell Season (2006)
- Once (2007) colonna sonora del film Once (Una volta)
- Strict Joy (2009)
- Forward (2025)

### Singoli
- Falling Slowly (2007)
- When Your Mind's Made Up (2007)
- Falling Slowly (2008, riedizione, #61 Billboard Hot 100)
- Into the Mystic (2008, parte di Before the Goldrush, the Teach For America Covers Project)
- In These Arms (2009)
- Low Rising (2009)
- Feeling the Pull (2010)